# Kubbestolen
Kubbestolen är en bergstopp i Antarktis. Den ligger i Östantarktis. Norge gör anspråk på området. Toppen på Kubbestolen är 2 070 meter över havet, eller 380 meter över den omgivande terrängen. Bredden vid basen är 1,6 km.
Terrängen runt Kubbestolen är kuperad österut, men västerut är den platt. Trakten är obefolkad. Det finns inga samhällen i närheten. 